# El látigo
El látigo es una película de aventuras mexicana de 1939 dirigida y protagonizada por José Bohr, que también contó con la participación de Elena D'Orgaz y Domingo Soler. La trama trata sobre un grupo de amigos que forma una banda de ladrones que ayuda a los pobres.

## Reparto
- José Bohr como Rafael - El Látigo.
- Elena D'Orgaz como Carmelita.
- Domingo Soler como el Tío Antonio.
- Julián Soler como Andrés.
- Aurora Walker como Rosalía.
- Ernesto Finance como Don Fernando Montero.
- Guillermo Cantú Robert como Raúl Montero.
- Carlos López Moctezuma como Antonio.
- Pepe del Río como Raúl - niño
- Consuelo Lezama como Doña Enriqueta.
- Mary Darson como Rosa.